# 鈴木重嶺
鈴木 重嶺（すずき しげね）は、江戸時代後期の旗本、明治期の官僚、歌人。最後の佐渡奉行。

## 家系
家祖の鈴木但馬守重経は江梨鈴木氏の鈴木繁伴の子孫で、北条氏康に仕え、次代重元は徳川家康に召し出されて、30俵2人扶持の微禄ながら武蔵国豊島郡大久保村に千坪の領地を拝領した鉄砲玉薬同心の家系として幕末に至る。重嶺の直系の子孫に国語学者の松本誠がいる。

## 生涯

### 幕府・明治政府官僚として
中川忠英の家臣小幡多門有則の次男として江戸駿河台に生まれ、鈴木家10代の鈴木重親（半治郎）の養子となった。天保2年（1831年）に養父が没すると家督を継ぎ、小普請入りする。天保4年（1833年）、将軍徳川家慶御台所付の広敷伊賀者となる。
天保12年（1841年）8月25日広敷取締係より、江戸城内武術見分の際に「つるぎだち鞘にをさめし世になれて みがかぬわざのはづかしきかな」の歌を詠み、鼻紙へ一首歌をしたためて、柔術の師匠の悴で剣術の師匠である窪田清音に渡す。清音がこの歌を見て松平内匠頭に出したところ、その歌を短冊にしたためて差し出すようにと命が出る。これが老中水野忠邦の目に留まり、同年10月徒目付に栄進し、市谷加賀（現在の新宿区市ヶ谷加賀町）に150坪の屋敷を拝領した。天保14年（1843年）勘定吟味役改役並に一時なるが、再び徒目付となり、再び天保15年（1844年）には勘定組頭となった。
その後、勘定吟味役を経て、元治元年（1864年）7月2日勘定奉行となるが、わずか20日余りで同23日に槍奉行となり、慶応元年（1865年）9月13日に最後の佐渡奉行となり、諸大夫に任ぜられ兵庫頭と称する。慶応4年（1868年）閏4月16日に御役御免となったのち、田安徳川家の家老となり、新政府との交渉役となった。
翌明治2年（1869年）に新政府の開拓少主典となり、明治4年（1871年）浜松県参事となり、同年12月8日に再び佐渡に渡り、相川県参事となり、明治6年（1873年）従六位に叙任された。明治8年（1875年）相川県六等判事を兼任し、同年権令に昇進し正六位に叙任された。翌年4月廃県により職を辞し、同年に息子の重明に家督を譲った。また従五位に叙任された。
その後、晩年の明治24年（1891年）2月23日に帝国大学旧事諮問会の要請に応じ、幕府の財政や勘定所について詳細な証言をしている。

### 歌人として

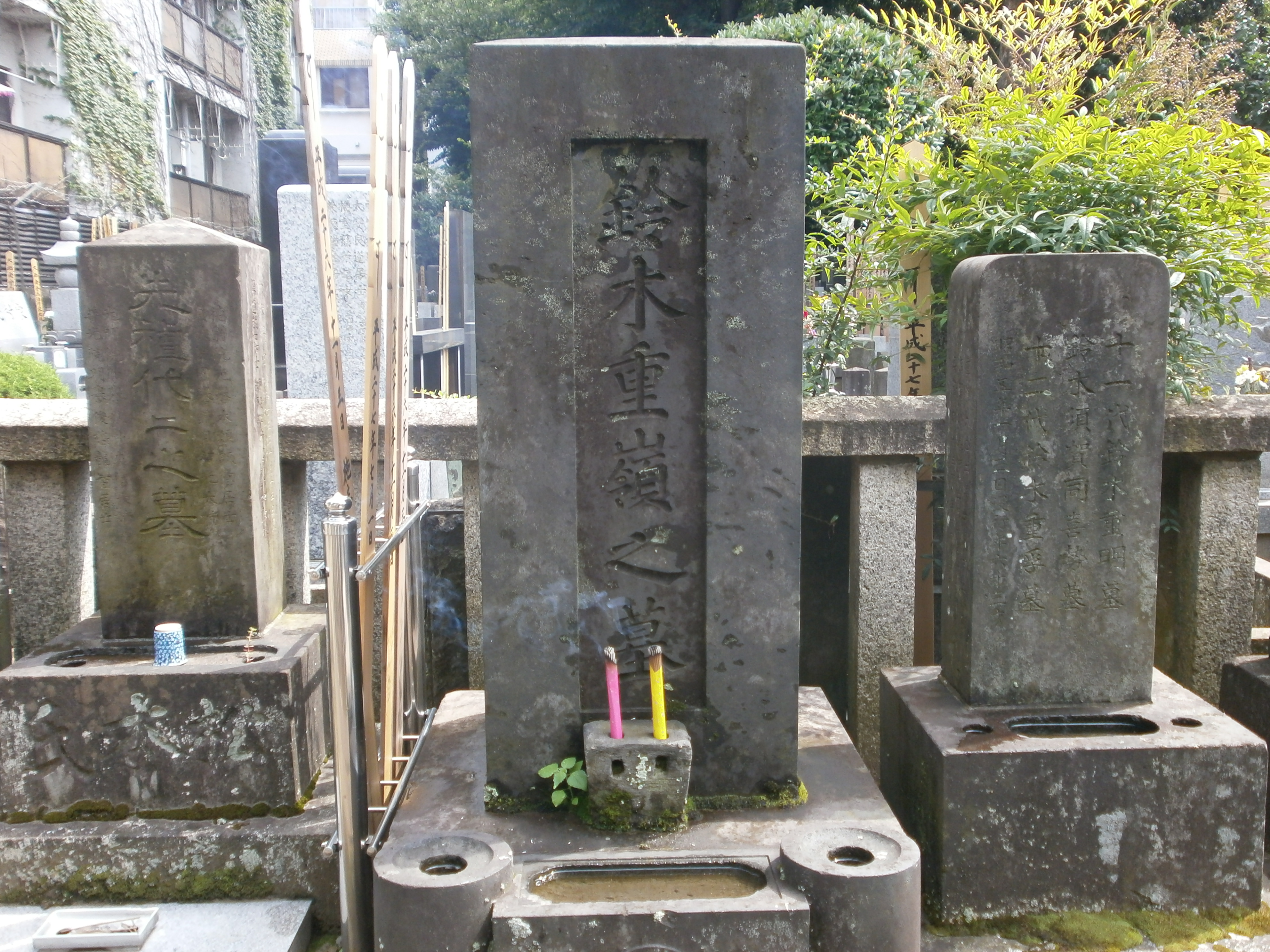
鈴木重嶺墓(全龍寺)

幕臣時代より国学や和歌を橘千蔭系の村山素行や伊庭秀賢に学んだ。佐渡奉行、そして相川県参事・権令として佐渡に合わせて10年在島し、佐渡で多くの門弟を育てた（『賀筵歌集』には65名の佐渡の門人が寄稿している）。職を辞してからは和歌の世界で活躍した。明治9年（1876年）に官職を辞し家督を譲り、『翠園兼当歌』を著す。明治12年（1879年）『雅言解』（全4巻）を著し、明治17年（1884年）に『越路廼日記』、『志能夫具佐』を著し、明治24年（1891年）『早稲田文学』第3号において和歌の名家として挙げられた。明治25年（1892年）には『翠園寿筵歌集』を著した。明治28年（1895年）、鶯蛙吟社を創立し、短歌の雑誌『詞林』を創刊した。明治31年（1898年）に85歳で没したが、この年『詞林』は、新派の歌人佐佐木信綱の創刊した『心の華」に合併した。
鈴木重嶺関係資料は、昭和女子大学図書館に「翠園文庫」として保存されている。
墓所は、東京都新宿区大久保の全龍寺にある。

## 交流
- 勝海舟と親交があり、重嶺の記述が海舟日記にみられる。晩年の歌会には樋口一葉が出席し、重嶺の指導を受けている。また、葬儀記録には1068名の記帳があり、毛利元徳、近衛忠熈、正親町実徳、久我建通、蜂須賀茂韶、前田利嗣らの華族や、萩野由之、黒川真頼、井上頼圀、中島歌子ら全国の文化人・歌人が名を連ねた。
- 横須賀造船所建設計画の際、建設推進者である小栗忠順に対し「費用を投じて造船所を造っても完成時には幕府はどうなるか分からない」と計画の妥当性を問うた。それに対し忠順は「幕府の運命に限りがあるとも、日本の運命には限りがない」と返答した。また、旧事諮問会での証言の際にも忠順について言及している[2]。